# Un'ombra nella nebbia (film)
Un'ombra nella nebbia (Bulldog Drummond Strikes Back) è un film del 1934 diretto da Roy Del Ruth.
Tratto dal romanzo The Challenge di Herman C. McNeile, è una delle numerose versioni per lo schermo dei romanzi di McNeile che hanno come protagonista Bulldog Drummond. Ronald Colman aveva già interpretato il personaggio del capitano-detective nel 1929 in Cercasi avventura.

## Trama
Algy, il socio di Drummond, si sposa. Di ritorno dalla cerimonia, in una notte nebbiosa, il capitano entra nella residenza del principe Achmed, alla ricerca di un telefono. Mentre si aggira nel palazzo, si imbatte nel cadavere di un uomo anziano. Drummond cerca di contattare quanto prima le autorità ma, nel frattempo, il corpo scompare. Drummond si troverà a indagare il complicato caso, insieme alla figlia dell'uomo scomparso.

## Produzione
Il film fu prodotto da Darryl F. Zanuck per la 20th Century Pictures.

## Distribuzione
Distribuito dalla United Artists, il film uscì nelle sale cinematografiche USA il 15 agosto 1934.